# Стрелков, Игорь Сергеевич
И́горь Серге́евич Стрелко́в (род. 21 марта 1982, Тольятти, Куйбышевская область, СССР) — российский футболист, нападающий. Мастер спорта России.

## Карьера

### Клубная

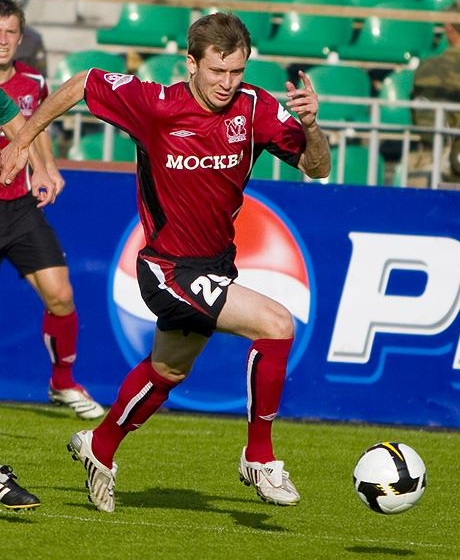
Стрелков в «Москве»

Воспитанник футбольной школы тольяттинской «Лады», в которой занимался с 9-ти лет. Там же начал и профессиональную карьеру в 1998 году, выступал за «Ладу» до 2000 года.
В ноябре 2000 года подписал 5-летний контракт с донецким «Шахтёром», в составе которого дебютировал в 2001 году в матче против «Кривбасса», всего в том сезоне сыграл 4 матча, в которых забил 1 гол и стал, вместе с командой, вице-чемпионом Украины. Однако, в основном составе так и не закрепился, какое-то время выступал за фарм-клуб «горняков», а в августе 2002 года перешёл на правах аренды в родную «Ладу», за которую сыграл в том году 13 матчей в лиге и забил 1 гол в Кубке.
С 2003 по 2004 год выступал в составе махачкалинского «Анжи», за который сыграл 54 матча в лиге, в которых забил 10 мячей, и 3 матча в Кубке, после чего, в 2005 году, снова вернулся в «Ладу», где и отыграл сезон, проведя 34 матча в лиге, в которых забил 22 мяча, и 2 матча в Кубке России.
В 2006 году перешёл в «Кубань», за которую провёл в том сезоне 36 матчей, забил 12 мячей и стал вместе с командой серебряным призёром Первого дивизиона России, завоевав право играть на будущий год в Высшем дивизионе. В 2007 году сыграл за «Кубань» 7 матчей в Премьер-лиге и 4 матча за дублирующий состав, после чего в июле перешёл в клуб «Луч-Энергия», с которым подписал трёхлетний контракт. В составе «Луча» дебютировал 28 июля в матче против московского «Спартака», а первый гол забил 11 августа в ворота петербургского «Зенита». Всего за «Луч» сыграл 13 матчей, в которых забил 5 мячей.
Зимой у Стрелкова случился конфликт с руководством «Луча», и в итоге он перешёл в Томск, где и начал сезон 2008 года в местной «Томи», с которой заключил трёхлетний контракт. В составе «Томи» дебютировал 16 марта в матче против московского «Динамо», а 3 мая впервые отличился, забив сразу 2 мяча в ворота «Терека». Всего за «Томь» сыграл 10 матчей в лиге, в которых забил 3 мяча, и 1 матч в Кубке, после чего 16 июня был отзаявлен, и в том же месяце подписал трёхлетний контракт с клубом «Москва». 13 июля дебютировал в составе новой команды, всего до конца сезона провёл 11 матчей за основной состав «Москвы» и 2 матча за молодёжный, и, помимо этого, сыграл в 3-х встречах и забил 1 гол в матчах предварительного этапа Кубка УЕФА.
26 ноября 2009 года Стрелкову присвоено звание Мастер спорта России.
После расформирования «Москвы» перед чемпионатом-2010 на правах свободного агента перешёл в самарские «Крылья Советов».
14 апреля 2010 года попал на такси в ДТП, получив перелом лицевой кости, на следующий день был успешно прооперирован. Тренировки с основным составом возобновил 10 июня 2010 года.
В конце июля 2010 года на правах аренды до конца сезона перешёл в «Анжи». После возвращения из аренды тренерский штаб «Крыльев Советов» и футболист 23 января 2011 года достигли договорённости о расторжении контракта. 13 июля 2011 года вернулся в «Луч-Энергию», где завершил карьеру.

### В сборной
Выступал в составе юношеских сборных России всех возрастов.

## Достижения
- Вице-чемпион Украины: 2000/01
- Серебряный призёр Первого дивизиона России: 2006
- Победитель зоны «Поволжье» Второго дивизиона России: 1999
- Серебряный призёр зоны «Урал-Поволжье» Второго дивизиона России: 2005

## Личная жизнь
Женат, есть ребёнок.